# Ancylistes lacteopictes
Ancylistes lacteopictes là một loài bọ cánh cứng trong họ Cerambycidae.